# Cladosporium velutinum
Cladosporium velutinum är en svampart som beskrevs av Ellis & Tracy 1890. Cladosporium velutinum ingår i släktet Cladosporium och familjen Davidiellaceae.   Inga underarter finns listade i Catalogue of Life.